# 雷東達島
雷东达岛是一無人島，位于加勒比海的小安的列斯群岛，在尼维斯岛和蒙特塞拉特岛之间，现为安地卡及巴布達的屬地。過去马太·多迪·希尔宣稱此地雷東達王國，但此島仍不是獨立的國家。英联邦於19世紀認可雷東達王國，馬太的兒子马太·菲浦斯·希尔在1880年亦加冕成為菲利普王。接著王位傳到一位浪漫詩人的手中。最後，該島的統治者於1997年放棄王位。
岛屿长约1.6 km，宽0.5 km，最高海拔296米。距安地卡島56.2 km，蒙特塞拉特岛22.5 km，尼维斯岛32 km。
雷东达岛是很多海鸟的栖息地，在化肥广泛使用前曾出口鸟粪作为肥料。鸟粪采矿业可追溯到1860年代，直至第一次世界大战后停止。矿业运转期间，岛上曾建有建筑物，有些遗迹至今可见。
哥伦布于1493年命名该岛，名称来源于“圣玛丽亚·德拉·雷东达”，是一个西班牙塞维利亚教堂的名字。“雷东达（Redonda）”在西班牙语是形容词“圆形的”阴性形式，
雷东达岛于1967年归属安地卡及巴布達。